# Koncentrační tábor Auschwitz I

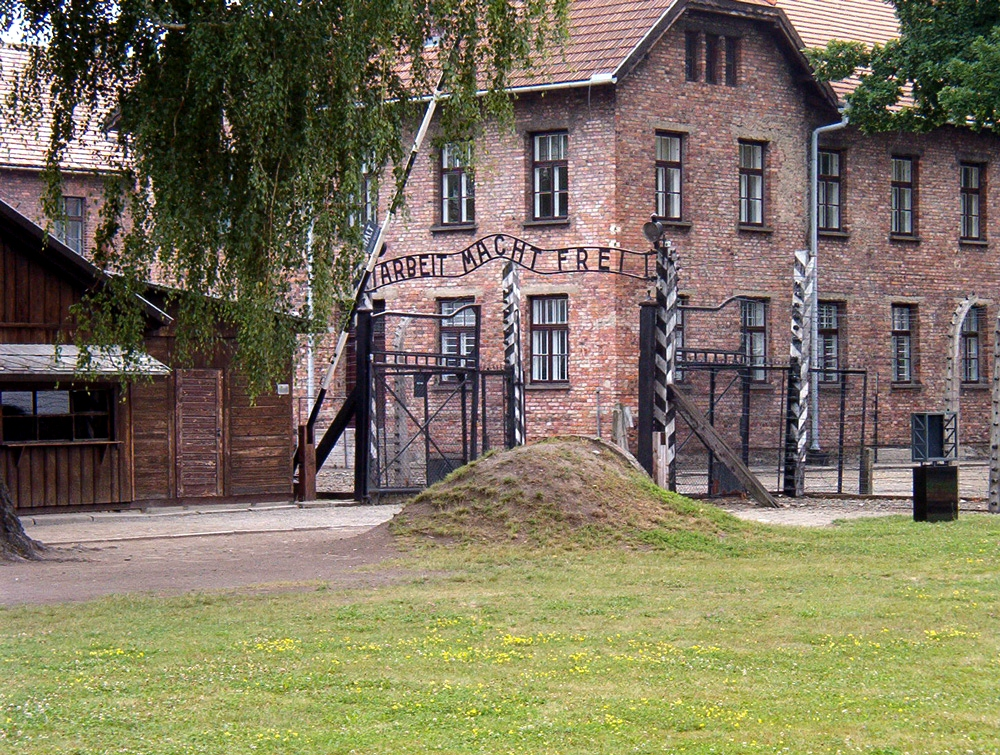
Vstupní brána do tábora Auschwitz I. s nápisem Arbeit macht frei

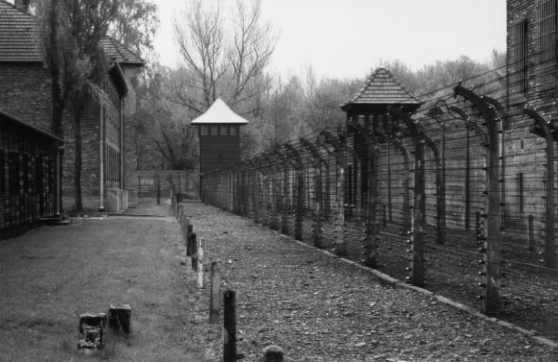
Plot a strážní věže

Koncentrační tábor Auschwitz I byl nacistický koncentrační tábor založený na území jihozápadního Polska anektovaného po německém obsazení Polska roku 1939, u města Osvětim (německy Auschwitz) v dnešním Malopolském vojvodství asi 50 kilometrů západně od Krakova. Tábor ležel na levém břehu řeky Soła. Tábor původně zamýšlený jako zajatecký tábor během druhé světové války sloužil jako administrativní centrum celého táborového komplexu Auschwitz kolem města Osvětim. Později byly v jeho okolí vybudovány další tábory, především obrovský vyhlazovací tábor Auschwitz II – Birkenau.

## Historie

### Založení

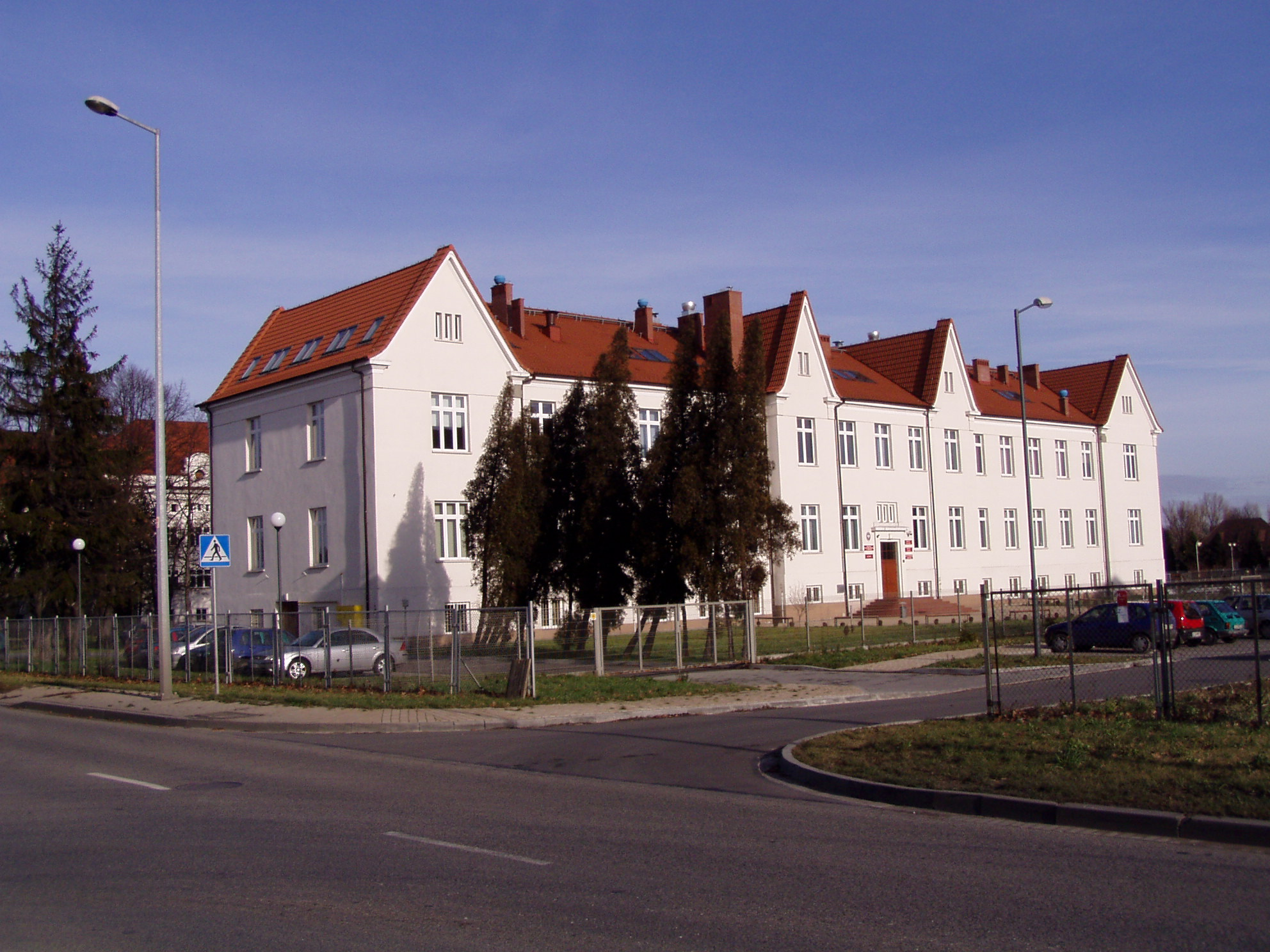
Budova bývalého Polského tabákového monopolu (Polski Monopol Tytoniowy), v němž byli dočasně umístěni první vězni KL Auschwitz. V současnosti sídlo Vyšší odborné školy

Nacisté použili bývalá polská dělostřelecká kasárna, sestávající původně ze 22 zděných budov – 8 patrových a 14 přízemních. Původně měl sloužit jako tábor pro polské válečné zajatce. Lokalitu vybral SS-Oberführer Arpád Wigand, který potřeboval umístit velké množství polských zajatců ze Slezska. Richard Glücks, náčelník inspektorátu koncentračních táborů, vyslal velitele tábora Sachsenhausen Waltera Eisfelda, aby si prohlédl lokalitu pro budoucí tábor. Po inspekci 21. února 1940 Glücks nahlásil veliteli SS Himmlerovi, že začne v okolí Osvětimi s výstavbou tábora.
Oficiálně byl tábor založen na základě rozkazu Heinricha Himmlera ze dne 27. dubna 1940 v bývalých kasárnách rakouské armády a později polského dělostřelectva. O dva dny později byl post velitele svěřen Rudolfu Hössovi. 30. dubna přijel Höss do Osvětimi a 4. května byl oficiálně jmenován velitelem tábora. SS-Obersturmführer Josef Kramer se stal jeho zástupcem. Od osvětimského starosty Grünwellera získal k dispozici pro přípravné práce několik civilních pracovníků a tři stovky Židů.

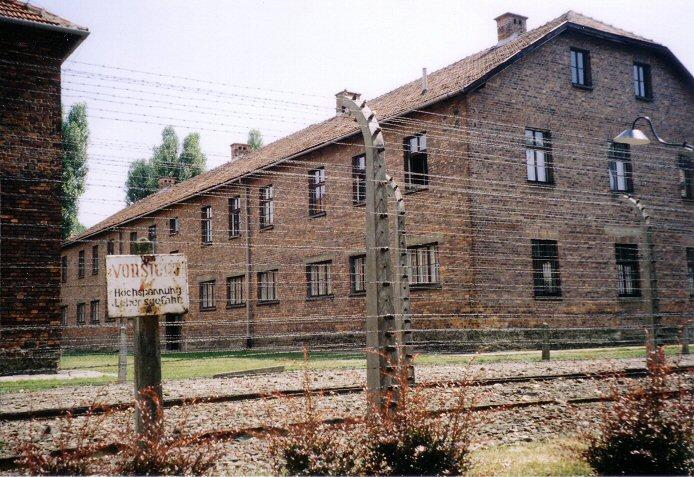
Cihlová budova, jeden z bloků tábora

Dne 20. května dorazil první transport třiceti kriminálních vězňů německého původu z KL Sachsenhausen. Byli označeni táborovými čísly 1 – 30 a stali se prvními funkcionáři ve vězeňské samosprávě, která udržovala dohled nad vězni v táboře a v pracovních oddílech. Ve stejný den přijelo i patnáct členů SS, kteří se ujali funkce dozorců. Pro vybudování prvního provizorního oplocení tábora využilo vedení pracovní oddíl 39 polských vězňů z koncentračního tábora Dachau. Pracovali tam až do 14. června 1940, kdy byli deportováni zpět do Dachau.
První transport s vězni do tábora přijel ve stejný den, 14. června 1940. Tvořilo jej 728 polských zajatců z Tarnowa, hlavně polských odbojářů a intelektuálů, 20 z nich bylo židovského původu. Dostali táborová čísla 31 – 758. Současně byla posílena posádka SS o 100 příslušníků.
Než byly pro vězně upraveny prostory, byli umístěni do nedaleké původní budovy Polského tabákového monopolu. Na nádvoří budovy, které bylo obehnáno plotem z ostnatého drátu a v jehož rozích byly vystavěny provizorní strážní věže, se konal první apel (nástup) v historii tábora. Po odstěhování vězňů do kmenového tábora byly v této budově nazvané Stabsgebäude nejprve zřízeny kanceláře táborové administrativy a později ubytovny pro dozorkyně SS, sklad zbraní a prádelna pro SS (dnes je sídlem Vyšší odborné školy).
Původní budovy kasáren byly jedno a dvouposchoďové stavby z červených cihel, které nemohly poskytnout dostatečnou ubytovací kapacitu pro velké množství vězňů. Jednoposchoďové stavby byly proto přebudovány, bylo k nim přistavěno další poschodí. Byly také postaveny nové budovy, použity byly i budovy zabrané vystěhovaným Polákům. Každá z budov, v níž byli umístěni vězni, se označovala názvem blok a měla přiděleno číslo.
Druhý transport 313 osob, který do tábora přijel 20. června 1940 byl již ubytován přímo v táboře v bloku č. 2. Většina vězňů z prvních transportů zpočátku pracovala zejména na výstavbě a rozšiřování tábora.
V bloku 11 se nacházelo táborové vězení. Byly v něm zvláštní cely s podlahou o rozloze jen asi 1,5 m², do nichž se vcházelo malým otvorem u podlahy. Byli sem umísťováni většinou 4 vězni, kteří museli vestoje přečkat celou noc (během dne však museli společně s ostatními pracovat). V suterénu bloku se nacházely i cely, v nichž Němci nechávali vězně bez přísunu stravy a vody umírat hladem, často ve velkém množství.
19. června 1940 začalo první vysidlování polského obyvatelstva z bezprostředního okolí tábora. V následujících měsících a letech byla vystěhována většina populace (asi 1200 osob) z oblasti mezi řekami Visla a Soła, čímž byl vymezen tzv. zájmový prostor (Interessengebiet) koncentračního tábora o rozloze asi čtyřicet čtverečních kilometrů.

### Rozšiřování
Po základních úpravách tábor rychle rostl, v březnu 1941 zde bylo uvězněno 10 900 lidí, převážně Poláků. V první polovině roku 1941 začala u Osvětimi výstavba chemické továrny koncernu I. G. Farben. Pro Hanse Kammlera to byl signál k rozšíření tábora. Výstavba hal a infrastruktury pro I.G. Farben skončila v říjnu 1942. Pro obsluhu továrny byl vybudován nový tábor Monowitz. 17. června 1941, krátce před začátkem vpádem do Sovětského svazu dostal velitel tábora Hans Kammler rozkaz připravit tábor na příchod dalších několika tisíc vězňů. Obrovské množství sovětských zajatců si nakonec vyžádalo vybudování nového tábora Auschwitz II, na místě bývalé obce Březinka (Birkenau). Plánovaná kapacita pro celý komplex táborů Auschwitz I, II a III byla 125 000 lidí.

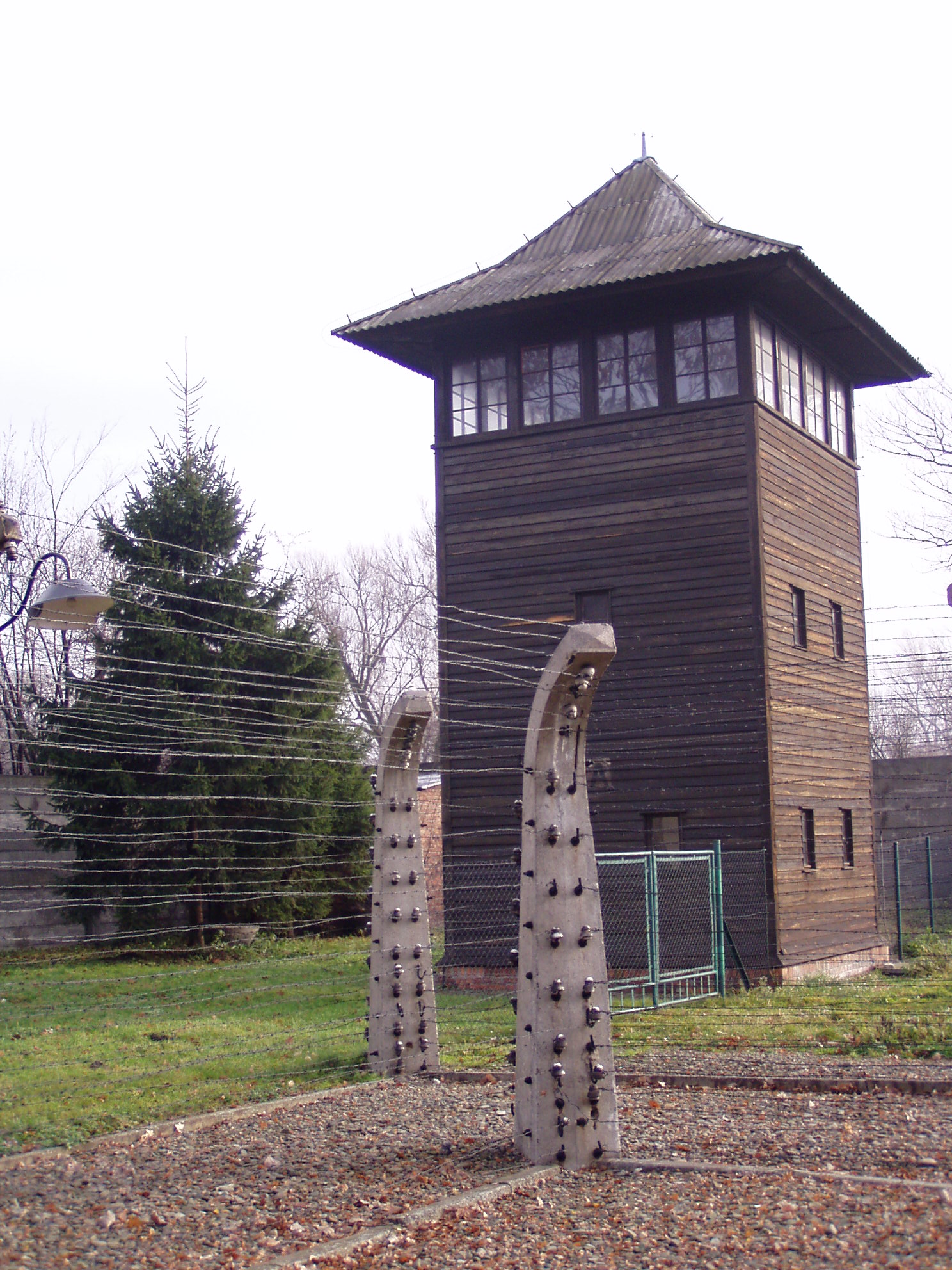
Strážní věž v táboře Auschwitz I

Původně se tábor skládal z 22 zděných budov – 8 patrových a 14 přízemních. Postupně se však začal rozrůstat. Během roku 1940 zasypali vězňové sutí bývalou jízdárnu, která se nacházela uprostřed tábora, vystavěli kuchyň, krematorium I., strážnici při vstupní bráně (Blockführerstube). Bývalé stáje byly přestavěny na dílny, dřevěné sloupy oplocení byly nahrazeny betonovými. Stavební práce pokračovaly i v následujících letech. V květnu 1941 byla zahájena výstavba 8 nových bloků (č. 4–7 a 15–18) na místě bývalé jízdárny. Jako první byl předán k užívání blok 18 (srpen 1941), následovaly bloky č. 4, 5 a 7 (listopad 1941), zbytek v první polovině roku 1942.
Auschwitz I. fungoval převážně jako mužský tábor. Od října 1941 do března 1942 v něm byl zřízen oddělený tábor pro sovětské válečné zajatce (Russisches Kriegsgefangenen Arbeitslager). Konkrétně šlo o 9 bloků v levé části tábora (bloky 1, 2, 3, 12, 13, 14, 22, 23, 24). Sovětští zajatci žili v horších podmínkách než ostatní vězni a dozorci s nimi zacházeli obzvláště surově. Většina jich přišla ze zajateckého tábora Lamsdorf, nacisté krátce po jejich příchodu do tábora 3000 z nich zastřelili. V březnu 1942 z původních 10 000 zajatců zůstalo naživu už jen 945. Zbylí sovětští zajatci byli přestěhováni do nově vznikajícího tábora v Birkenau. Krátce po jejich odchodu byla vymezena část tábora pro ženský koncentrační tábor (Frauenkonzetrationslager). Tento úsek (tvořený bloky 1–10) byl od mužského tábora izolován vysokou zdí a měl i samostatný vchod. Po přestěhování žen do Birkenau (v srpnu 1942) byly bloky opět včleněny do mužského tábora.
Auschwitz I. byl původně plánován pouze jako tranzitní tábor s kapacitou 10 000 osob, z něhož měli být polští vězni dále transportováni do koncentračních táborů uvnitř Říše. Po návštěvě Heinricha Himmlera 1. března 1941 bylo rozhodnuto tuto kapacitu zvýšit na 30 000, přičemž měla být ještě zahájena výstavba nového tábora v Březince s kapacitou 100 000.

### Popravy

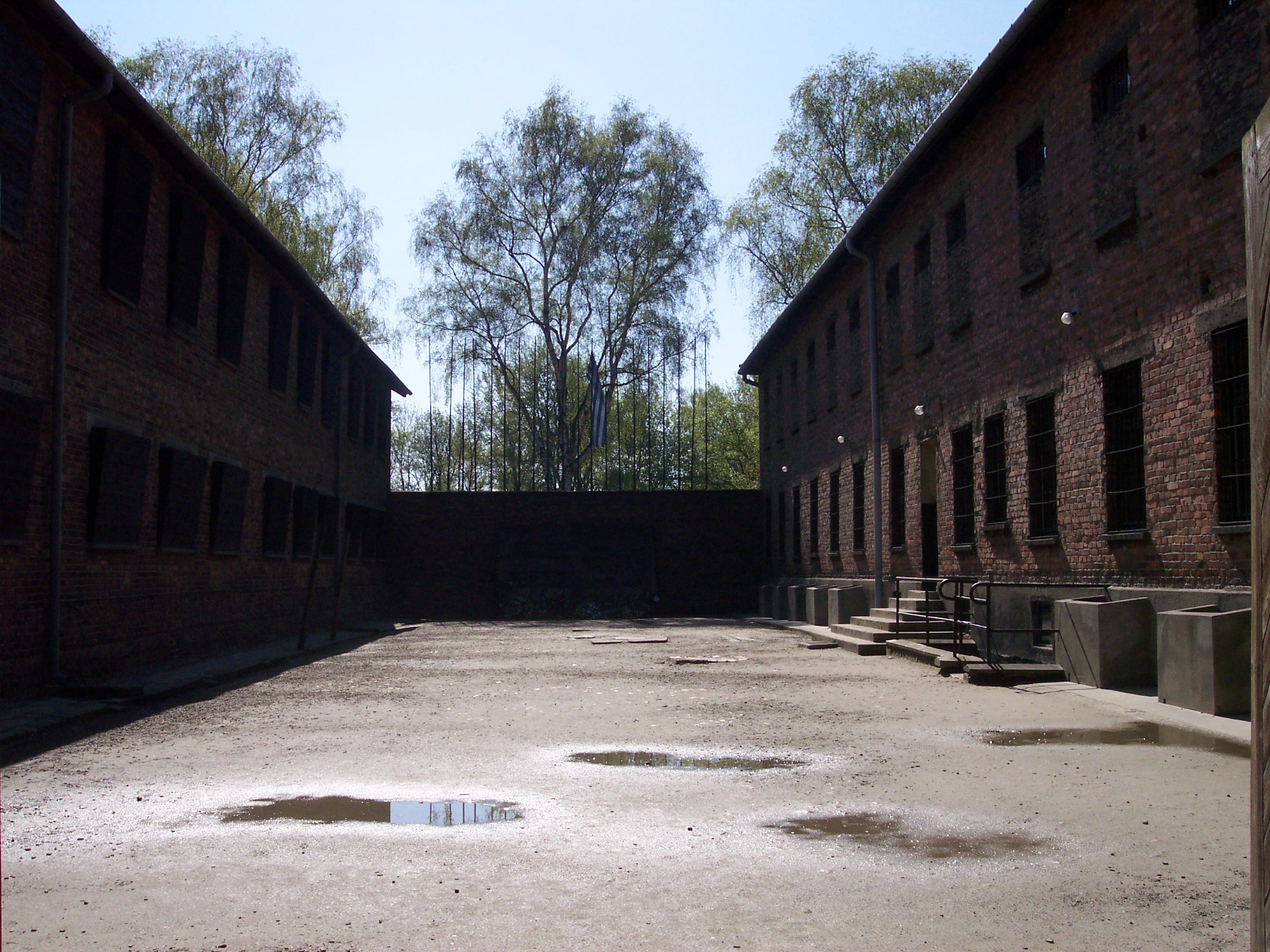
Vpravo Blok 11 s věznicí, naproti stěna, u níž byli vězni popravováni zastřelením

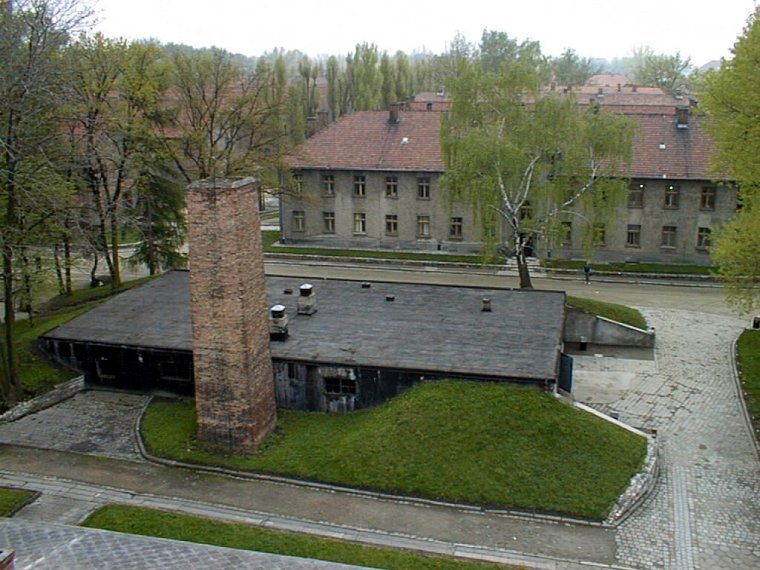
Jedno dochovalé krematorium v Koncentračním táboře Auschwitz I

Zpočátku bylo jediným způsobem poprav v táboře zastřelení. Ani poté, co se vedení tábora dozvědělo o tom, že bude muset zlikvidovat velké množství lidí, nebyly připraveny žádné metody jak vykonávat plánované vyhlazení. 3. září 1941 zástupce velitele tábora SS-Hauptsturmführer Fritzsch v Hössově nepřítomnosti použil 600 sovětských válečných zajatců a 250 polských vězňů, které zamkli v suterénu bloku 11, při prvním pokusu s použitím jedovaté látky Cyklon B proti lidem. Cyklon B byl prudce jedovatý pesticid na bázi kyanovodíku. V následujících dnech se podobné vraždy opakovaly. Použití látky Cyklon B a vytvoření první plynové komory v protileteckém krytu společně s krematoriem, umožnilo začátek masových vražd na průmyslovém základě. Krematorium v táboře Auschwitz I disponovalo pouze 2 pecemi. Třetí pec, také se dvěma ohništi, byla instalovaná později. Pro spalování těl se používalo černé uhlí a koks. Teplota spalování se pohybuje v rozmezí cca 800 -1000°C. V plynových komorách v táboře Auschwitz I bylo zavražděno asi 60 000 lidí.
V listopadu 1943 byl Höss převelen a novým velitelem komplexu se stal Arthur Liebehenschel. Ten rozdělil komplex na 3 samostatné tábory, každý s vlastním velitelem. Auschwitz I se stal hlavním táborem (tzv. Stammlager), jeho velení si ponechal Liebehenschel. Posádka SS v táboře se skládala ze 4 rot strážců a štábní roty.
V průběhu roku 1943 se podařilo z tábora propašovat rozsáhlou zprávu se statistikami o dění v táboře. Dostala se do rukou Polské exilové vlády, do Washingtonu apod. Nikdo však proti dění v táboře nezakročil. 7. dubna 1944 se podařilo z tábora utéct dvěma židovským vězňům, R. Vrbovi a A. Wetzlerovi, pocházející ze Slovenska. Nesli sebou rozsáhlou čtyřicetistránkovou zprávu o dění v táboře. I přesto, že ji poslali do Maďarska, Švýcarska, oslovené instituce nijak nekonaly. Stejně tak se nic nedělo poté, co 4. dubna 1944, kvůli připravovaným náletům na blízkou továrnu IG Farben, spojenecké průzkumné letadlo zachytilo na několika snímcích i koncentrační tábory. Tábory ani plynové komory se ani jednou nestaly cílem spojeneckých náletů.
Příkaz k definitivnímu opuštění tábora přišel 17. ledna 1945 po přiblížení sovětských jednotek. Sověti osvobodili okolí Osvětimi 27. ledna 1945. Nacházelo se zde asi 8000 nemocných vězňů neschopných transportu a mnoho těch, kteří se před evakuací schovali (např. některé děti). V komplexu leželo asi 1000 nepochovaných těl.

## Velitelé tábora
Veliteli tábora byli:
- SS-Obersturmbannführer Rudolf Höss – 4. května 1940 – listopad 1943
- SS-Obersturmbannführer Arthur Liebehenschel – 11. listopadu 1943 – 10. května 1944
- SS-Sturmbannführer Richard Baer – 11. května 1944 – leden 1945

## Podmínky v táboře

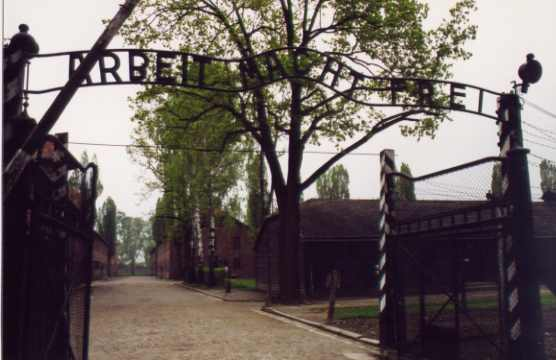
Nápis nad jednou z vnitřních bran: Arbeit macht frei

Mezi vězni nacisté vytvořili zvláštní hierarchii. Zvláště privilegovaní vězni – dozorci (kápové) byli velmi často vybíráni mezi německými kriminálními vězni. Často s vězni zacházeli velmi brutálně. K tomuto konání je vedl celý vězeňský systém, pokud by totiž projevovali k ostatním shovívavost, byli by své funkce zbaveni. Později byli za dozorce vybíráni i političtí vězni. Podmínky ostatních vězňů se tak mírně zlepšily. Různé kategorie vězňů byly rozlišovány pomocí zvláštních barevných značek, pracující vězni nosili bílo-modré páskované vězeňské stejnokroje. Od začátku roku 1943 do konce roku 1944 byla vězňům tetována na ramena čísla, to se týkalo všech, kromě německých vězňů. Nejhůře se zpravidla zacházelo se sovětskými válečnými zajatci a Židy. Vězni museli pracovat 6 dní v týdnu, v neděli se nepracovalo, tento den byl určen k očistě a úklidu. Drsné pracovní podmínky společně s nedostatečnou stravou a špatnými hygienickými podmínkami mezi vězni vedly k jejich vysoké úmrtnosti.